# نظام العدالة الجنائية في هولندا
نظام العدالة الجنائية في هولندا هو نظام ممارسات ومؤسسات هولندا الموجهة لدعم الرقابة الاجتماعية، وتخفيف ردع الجريمة، ومعاقبة أولئك الذين ينتهكون القوانين مع عقوبات جنائية وجهود إعادة التأهيل. ويستند القانون الجنائي الهولندي على قانون نابليون، الذي فرض خلال الإمبراطورية الفرنسية الأولى. وقد احتفظ الهولنديون بقانون نابليون بعد استقلالهم، لكنهم خففوه بالتركيز أكثر على العدالة التأهيلية.
إنفاذ القانون في هولندا وتقدم من قبل قوة الشرطة الوطنية. الشرطة الاستفادة من أكثر من 50.000 الأفراد والعاملين في عدد من الإدارات الإقليمية والمتخصصة. في برلمان هولندا قواعد الحرف لإدارة الشرطة، في حين أن وزير السلامة والعدالة هو المسؤول عن الإدارة المركزية للشرطة. تناط مفوض الشرطة الوطنية مع إدارة يوما بعد يوم من قوات الشرطة.
تتألف السلطة القضائية 19 محاكم المقاطعات، خمس محاكم الاستئناف، واثنين من المحاكم الإدارية (الطعون المركزي وكلية فان beroep للحصول على هيت bedrijfsleven) والمحكمة العليا التي لديها 41 قاضياً. تتم جميع التعيينات القضائية من قبل الحكومة. ويعين القضاة اسميا للحياة، ولكن في الممارسة التقاعد في سن 70. مجلس الدولة هو هيئة استشارية دستور أنشئت للحكومة، والذي يتألف من أعضاء العائلة المالكة وأفراد عين ولي العهد عموما وجود الخبرة السياسية والتجارية والدبلوماسية، والعسكرية. في هوج رعد دير Nederlanden هو أعلى محكمة من هولندا، كوراساو، سينت مارتن وأروبا. وتنعقد المحكمة في لاهاي، هولندا ويرأس القضايا المدنية والجنائية والمتعلقة بالضرائب.